# Ecgwynna
Ecgwynna je bila prva supruga kralja Edvarda I. Starijeg. Bila je majka Ethelstana Sjajnog i kćeri koja se udala za kralja Sigtrygga (Sitrica Cáecha), nordijskog kralja Dublina i Northumbrije. Redovnik Ivan od Worcestera opisuje ju kao plemenitu ženu.